# Дорно (Мозель)
Дорно (фр. Dornot) — упразднённая коммуна на северо-востоке Франции в регионе Лотарингия, департамент Мозель, округ Мец, кантон Кото-де-Мозель. До марта 2015 года коммуна административно входила в состав упразднённого кантона Арс-сюр-Мозель. В результате административной реформы 1 января 2016 года произошло упразднение и слияние коммун Анси-сюр-Мозель и Дорно в новую коммуну Анси-Дорно.

## Географическое положение

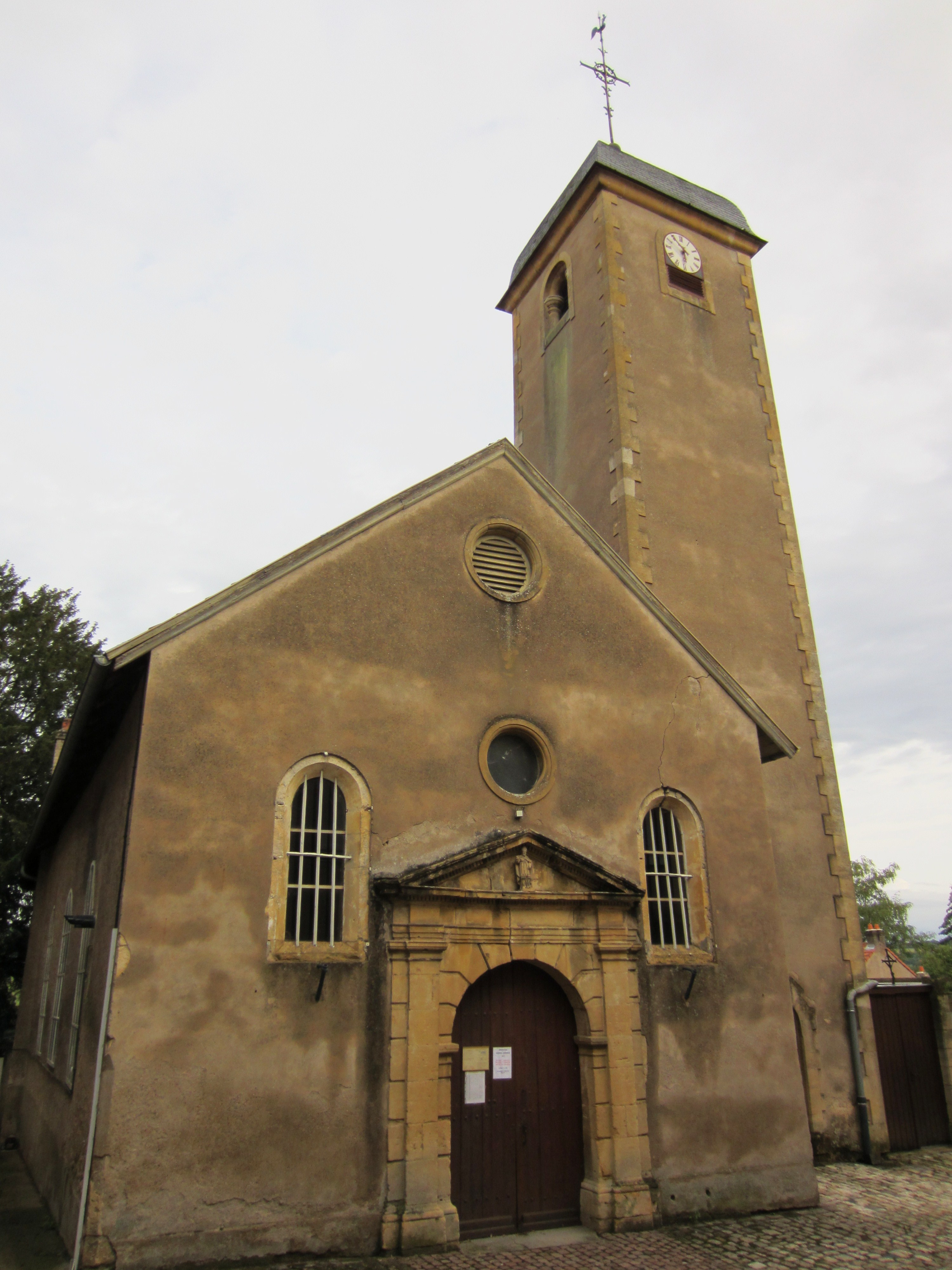
Церковь Сен-Клеман в Дорно.

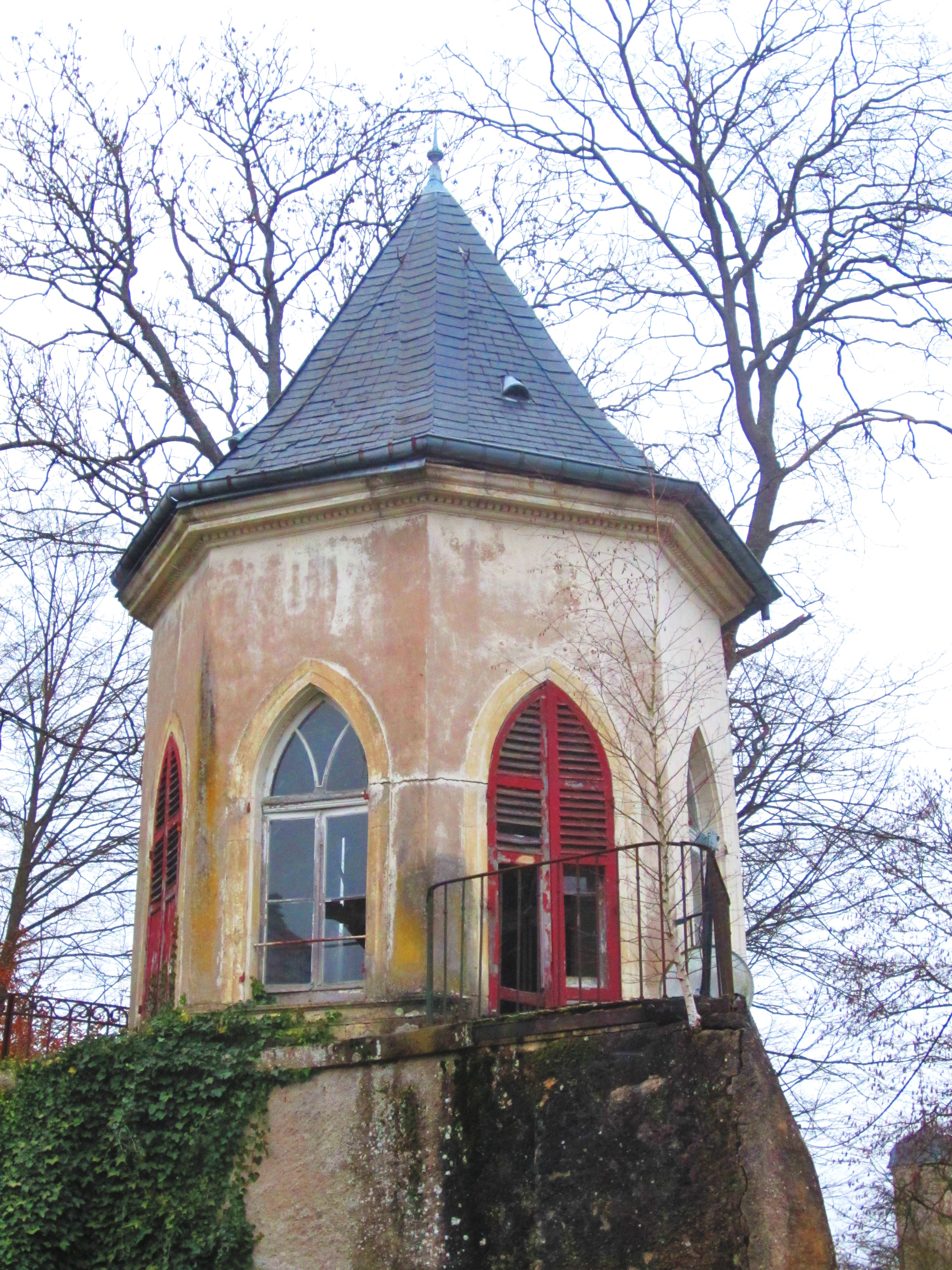
Башня бывшего замка Дорно.

Дорно расположен в 280 км к востоку от Парижа и в 12 км к юго-западу от Меца.

## История
- Деревня аббатства Горз.
- В 1810—1869 годах коммуна была присоединена к Анси-сюр-Мозель.
- После поражения Франции во франко-прусской войне 1870—1871 годов вместе с Эльзасом и департаментом Мозель был передан Германии по Франкфуртскому миру.

## Демография
По переписи 2011 года в коммуне проживало 196 человек.

## Достопримечательности
- Римская дорога.
- Руины замка Дорно.
- Церковь Сен-Клеман, колокольня XIX века. Статуя Богородицы с младенцем XVI века.